# Paramphinome jeffreysii
Paramphinome jeffreysii är en ringmaskart som först beskrevs av McIntosh 1868.  Paramphinome jeffreysii ingår i släktet Paramphinome och familjen Amphinomidae. Inga underarter finns listade i Catalogue of Life.